# Nayeli Leónová
Ana Nayeli Leónová Floridaová (* 23. února 1991 Pachuca de Soto) je mexická zápasnice – judistka.

## Sportovní kariéra
S judem začala ve 8 letech v rodném Pachuca de Soto. Vrcholově se připravovala v Ciudad de México ve sportovním tréninkovém centru CONADE pod vedením mexických a kubánských trenérů. V mexické ženské reprezentaci se pohybovala od roku 2009 v lehké váze do 57 kg. V roce 2012 se na olympijské hry v Riu nekvalifikovala. V roce 2014 přerušila sportovní kariéru z důvodu mateřství. Žije s rodinou v Ciudadu Obregón. Věnuje se trenérské práci na univerzitě Instituto Tecnológico de Sonora.

## Výsledky
| Olympijské hry          | —   |     |    |     | —  |     |   |   | — |     |  |  |  |  |  |  |  |  |  |  |  |  |  |
| Mistrovství světa       |     | —   | —  | úč. |    | —   | — | — |   | —   |  |  |  |  |  |  |  |  |  |  |  |  |  |
| Panamerické hry         |     |     |    | úč. |    |     |   | — |   |     |  |  |  |  |  |  |  |  |  |  |  |  |  |
| Panamerické mistrovství | —   | úč. | —  | 7.  | 5. | úč. | — | — | — | —   |  |  |  |  |  |  |  |  |  |  |  |  |  |
| Univerziáda             |     | —   |    | —   |    | —   |   | — |   | úč. |  |  |  |  |  |  |  |  |  |  |  |  |  |
| Středoamerické a k. hry |     |     | 3. |     |    |     | — |   |   |     |  |  |  |  |  |  |  |  |  |  |  |  |  |
| MS juniorů              | úč. | —   | —  |     |    |     |   |   |   |     |  |  |  |  |  |  |  |  |  |  |  |  |  |